# ناوچه کلاس آدلاید
ناوچه کلاس آدلاید (به انگلیسی: Adelaide-class frigate) یک کلاس از کشتی است که طول آن ۴۰۸ فوت (۱۲۴ متر) می‌باشد.